# Wegenerinlandeis
Koordinaten: 73° 0′ S, 5° 0′ O
Das Wegenerinlandeis ist eine Region im ostantarktischen Königin-Maud-Land. Es umfasst die Gebiete des Amundsenisen und des Wegenerisen auf dem Polarplateau im südlichen Teil des Fimbulheimen.
Erfasst und benannt wurde dieses Gebiet bei der Deutschen Antarktischen Expedition 1938/39 unter der Leitung des Polarforschers Alfred Ritscher. Namensgeber ist der deutsche Geowissenschaftler und Polarforscher Alfred Wegener (1880–1930).